# Polyplax auricularis
Polyplax auricularis är en insektsart som beskrevs av Kellogg och Ferris 1915. Polyplax auricularis ingår i släktet Polyplax och familjen ledlöss. Inga underarter finns listade i Catalogue of Life.